# Arena Deportiva Mika
La Arena Deportiva Mika o Arena de Mika (en armenio: Միկա Մարզադահլիճ) es una instalación deportiva multiusos situada en el distrito de Shengavit de la ciudad de Ereván, la capital de Armenia. Tiene una capacidad de 1.200 espectadores.
El recinto fue construido en 2009 por Mika Corporation Ltd., propietaria del actualmente desaparecido club de fútbol Mika FC. Está situado cerca del estadio Mika.
La Arena de Mika es actualmente la sede de la selección nacional de baloncesto de Armenia. También fue sede del efímero equipo de baloncesto Urartu BC durante 2016.

## Historia
La construcción del complejo deportivo de Mika se inició en 2006 en los terrenos del antiguo complejo deportivo de Araks. El estadio de fútbol se completó en 2008, mientras que el pabellón deportivo cubierto se puso en servicio en 2009.
El espacio fue propiedad de Mika Corporation hasta 2014. Sin embargo, el 28 de agosto de 2014, debido a las deudas acumuladas por los propietarios, la propiedad de todo el complejo deportivo fue transferida al Gobierno de Armenia por 9.045 millones de AMD (22 millones de dólares).
La estructura se utiliza básicamente para partidos de baloncesto, pero también puede albergar partidos de balonmano, fútbol sala y voleibol.
El Mika Arena es una de las sedes habituales de los Juegos Panarmenios.

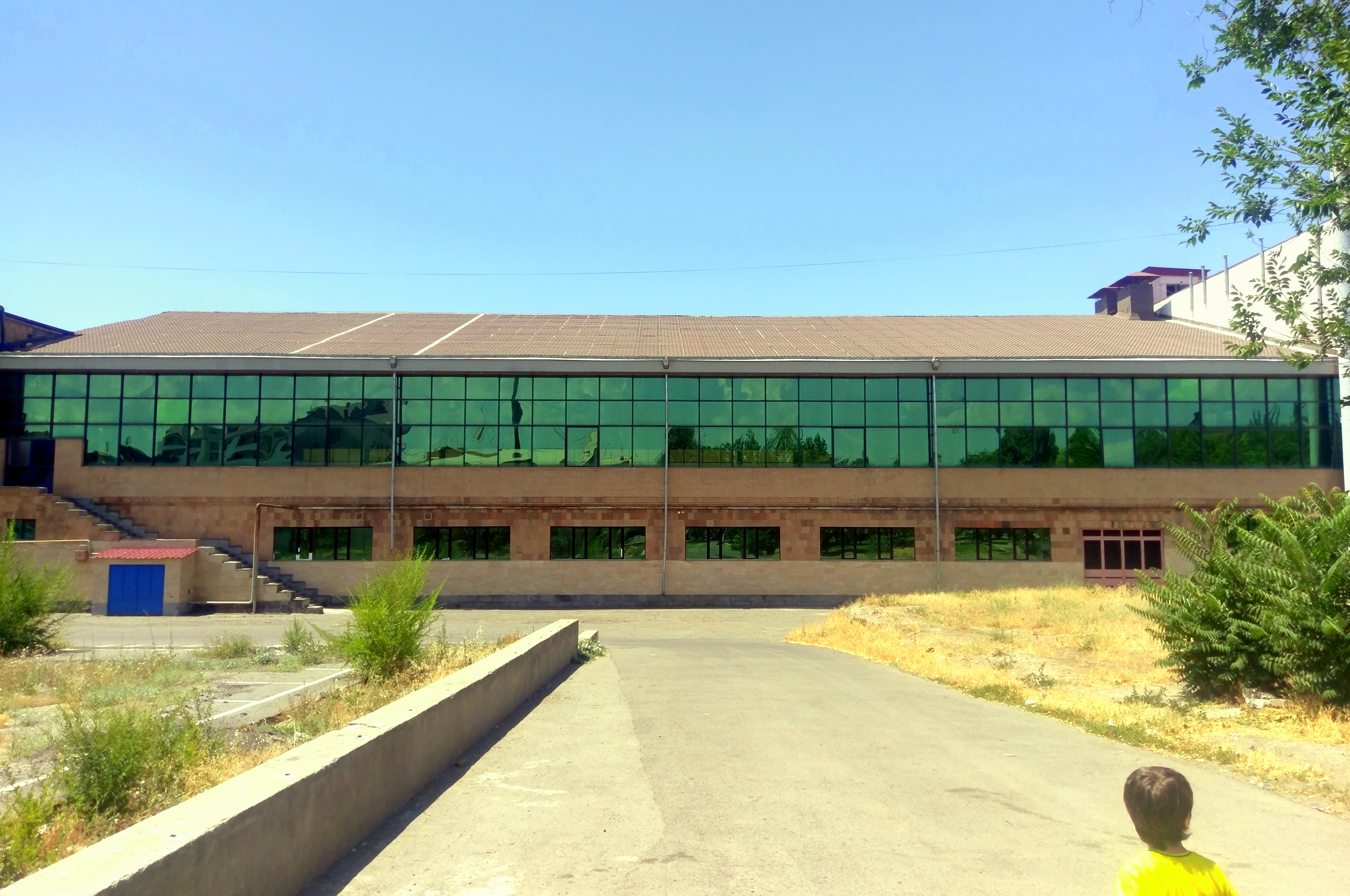
Vista externa